# Певица и музыкант
«Певица и музыкант» — студийный альбом российской певицы Ларисы Долиной, выпущенный в 1999 году.
Альбому была посвящена концертная программа «Певица и музыкант», премьера которой состоялась в 1998 году: певица посетила города России, Украины, Прибалтики и Израиля. В московском концертном зале «Россия» певица провела пять аншлаговых концертов. В июне 1999 года певица выступила с программой в Соединённых Штатах, в Чикаго, Лос-Анджелесе, Филадельфии, Бостоне, Сан-Франциско, Сиэттле, в Нью-Йорке концерт проходил в знаменитом зале Мэдисон-сквер-гарден, который посетили 5600 зрителей.
На песни «Стена» и «Три розы» были сняты видеоклипы.

## Отзывы критиков
| Оценки критиков | Оценки критиков |
| Источник        | Оценка          |
| --------------- | --------------- |
| Живой звук      | [ 4 ]           |

Илья Кормильцев в рецензии для газеты «Живой звук» написал: «Всё-таки когда хорошим голосом поют весьма средние песни — от этого никому лучше не становится. Хорошему голосу и репертуар нужен соответствующий… Вон Синатра — всю жизнь пел в одном стиле, а придраться не к чему… Голос! А тут неувязочка какая-то получается. Голос? Да есть он у Долиной, это вам каждый скажет — но на этом диске… Есть прекрасно выглядящая, сильно похудевшая Долина — голоса нет. Есть попурри с гордым названием „Мировые хиты XX века“: такого плана аранжировки и исполнение вы можете услышать в любом хорошем ресторане — подбор вещей будет тем же, а удовольствия получите больше».
Песня «Случайный прохожий» стала лауреатом премии «Стопудовый хит» и фестиваля «Песня года».

## Список композиций
1. «Певица и музыкант» (Сергей Соколкин, Вадим Лоткин) — 3:10
2. «Грустная история» (Владимир Баранов, Олег Ладов) — 4:02
3. «Вьюга» (Сергей Соколкин, Вадим Лоткин) — 4:08
4. «Первое свидание» (Михаил Танич, Олег Молчанов) — 4:01
5. «Окольцованная птица» (Наталья Шемятенкова, Руслан Горобец) — 4:43
6. «Зеркало души» (Борис Родин, Сергей Касторский) — 4:08
7. «Украина» (Вадим Лоткин) — 3:34
8. «Слезы катятся» (Анатолий Поперечный, Игорь Матета) — 3:40
9. «Случайный прохожий» (Владимир Баранов, Олег Ладов) — 4:01
10. «Романс» (Михаил Танич, Руслан Горобец) — 3:24
11. «Три розы» (Сергей Соколкин, Вадим Лоткин) — 3:02
12. «Стена» (Михаил Танич, Аркадий Укупник) — 4:14
13. «Попурри (Мировые хиты XX века)» — 20:09
  - «Venus» (Робби ван Леувен)
  - «Proud Mary» (Джон Фогерти)
  - «I Just Called to Say I Love You» (Стиви Уандер)
  - «Killing Me Softly with His Song» (Чарльз Фокс, Норман Гимбел)
  - «Fragile» (Стинг)
  - «Delilah» (Барри Мэйсон, Лес Рид)
  - «Hotel California» (Дон Фелдер, Гленн Фрай, Дон Хенли)
  - «(I Can’t Get No) Satisfaction» (Мик Джаггер, Кит Ричардс)
  - «Get Back» (Джон Леннон, Пол Маккартни)
  - «When a Man Loves a Woman» (Кэлвин Льюис, Эндрю Райт)

## Участники записи
- Аранжировка — Андрей Миансаров, Вадим Лоткин, Николай Шамшин, Олег Ладов, Руслан Горобец, Саша Белый, Сергей Рудницкий
- Бэк-вокал — Вероника Данилова, Валерия Маковей
- Вокал — Лариса Долина
- Звукорежиссёр — Валерий Таманов, Всеволод Устинов, Юрий Богданов
- Гитара — Валерий Долгин, Владимир Белохвостов, Дмитрий Четвергов
- Оформление — Ольга Алисова
- Продюсер — Илья Спицин
- Саксофон — Сергей Овчинников
- Сопродюсер — Константин Акимов
- Фото — Руслан Рощупкин

Сведения взяты из аннотации к альбому.